# Bendigo (Nouvelle-Zélande)
La ville de Bendigo  est une localité et une zone historique de la région de Central Otago, située dans le sud de l’Île du Sud de la Nouvelle-Zélande.

## Situation
Elle est localisée à quelque 20 kilomètres au nord de la ville de Cromwell, à l’est de la tête du lac Dunstan (en), sur les rives du Bendigo Creek, un petit affluent du fleuve Clutha .

## Histoire
À la période pré-européenne, le secteur n’était pas largement utilisé, alors que les Māori y avaient établi un chemin qui le traversait. 
Des restes d’armes en pounamu ont été trouvés dans le secteur ainsi qu’une pagaie de waka, qui sont maintenant dans la collection du musée d’Otago (en), ainsi que les restes de coquilles d’œufs de moa, le tout suggérant que les lieux avaient été utilisés comme camp temporaire à plusieurs reprises.
Bendigo acquit de la notabilité pour la première fois en 1860, durant la ruée vers l’or d'Otago. 
L’or fut découvert au niveau de Bendigo Creek en 1862.
Le champ aurifère autour de la ville devint l’un des plus riches du pays, produisant une quantité estimée à 15 à 50 onces d'or par semaine. 
Initialement formé d'or alluvial, il fut rapidement épuisé mais les filons quartziques contenant le précieux métal furent découverts par Thomas Logan (en) en 1863 et de nombreux puits de mine furent creusés dans le rocher dans les années 1865.
Vers le milieu des années 1870, la veine fut considérée comme la plus riche de la région d’Otago (et même du pays). 
L’activité de mine continua dans le secteur jusqu’en 1940 .

## Toponymie
Le nom de la ville est une relique de cette époque, ayant été transplanté à partir de la ville de la ville australienne du même nom par les mineurs d’or, qui avaient voyagé, venant de la ruée vers l'or au Victoria en Australie.

## La réserve de Bendigo
Les restes du champ aurifère, qui fut rapidement épuisé, ont été largement préservés et forment la base de la Réserve historique de Bendigo s’étendant sur 1 085 hectares .
La réserve contient de nombreux chemins de marche et inclut les restes des puits de mine, des canaux d’'alimentation en eau, des batteries et plusieurs bâtiments de villages maintenant désertés.

## Vins de la sous-région de Bendigo
Aujourd'hui, l’économie de Bendigo est basée sur le tourisme et le vin. 
La zone autour de Bendigo est une des principales régions du vignoble du Central Otago, avec plusieurs des principales entreprises viticoles et des vignobles connus de Nouvelle-Zélande.
Comme dans d’autres parties de cette région de vin, la principale variété de grappes est le pinot noir.

### Entreprises du secteur de Bendigo
- Aurora Vineyard
- Clutha Ridge
- Lamont
- Mondillo
- Mud House Wines
- Prophet’s Rock
- Zebra NZ Vineyards
- Moko Hills

### La localité deTarraset Maori Point
- Maori Point Vineyard [8].
- Swallows Crossing Vineyard [9].
- Tarras Vineyards